# Ningnan

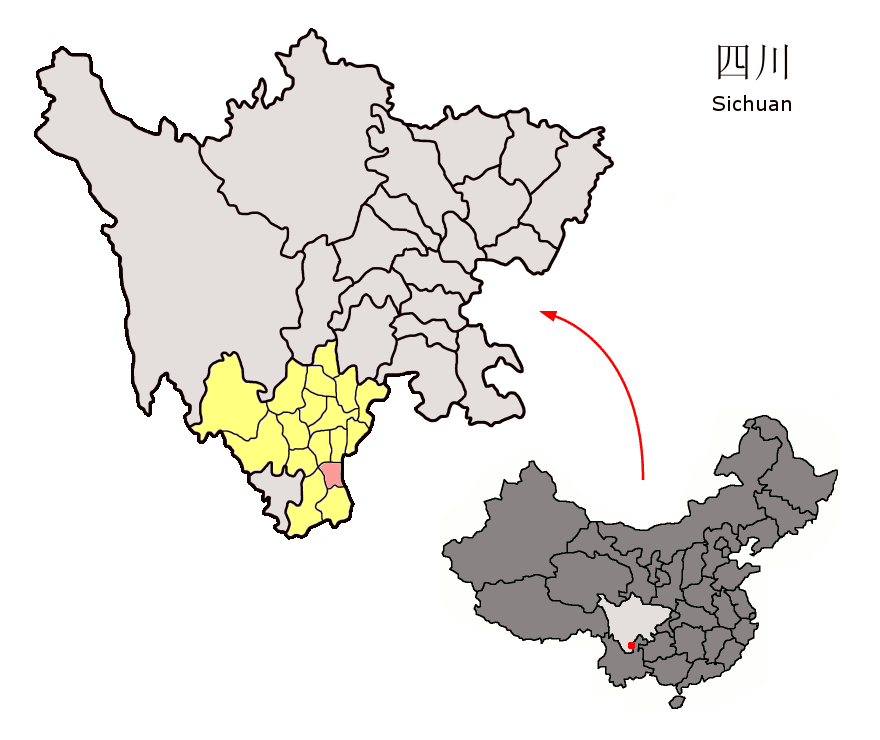
Lage von Ningnan in der Provinz Sichuan.

Der Kreis Ningnan (chinesisch 宁南县, Pinyin Níngnán Xiàn) ist ein Kreis des Autonomen Bezirks Liangshan der Yi im Süden der chinesischen Provinz Sichuan. Sein Hauptort ist die Großgemeinde Pisha (披砂镇). Er hat eine Fläche von 1.638 km² und zählt 184.293 Einwohner (Stand: Zensus 2020).